# Mariner
Mariner — совместный альбом шведской пост-метал группы Cult of Luna и американской вокалистки Джули Крисмас, выпущенный лейблом Indie Recordings 8 апреля 2016 года. Главной темой альбома стало исследование космоса.

## Список композиций
| №                   | Название                   | Длительность |
| ------------------- | -------------------------- | ------------ |
| 1.                  | «A Greater Call»           | 8:19         |
| 2.                  | «Chevron»                  | 8:53         |
| 3.                  | «The Wreck of S.S. Needle» | 9:33         |
| 4.                  | «Approaching Transition»   | 12:59        |
| 5.                  | «Cygnus»                   | 14:50        |
| Общая длительность: | Общая длительность:        | 54:34        |

| №                   | Название              | Длительность |
| ------------------- | --------------------- | ------------ |
| 6.                  | «Beyond the Redshift» | 11:43        |
| Общая длительность: | Общая длительность:   | 66:17        |

## Участники записи
- Йоханнес Перссон — гитара, вокал
- Джули Крисмас — вокал
- Томас Хедлунд — ударные
- Андрэас Йоханссон — бас-гитара
- Кристиан Карлссон — клавиши, программирование
- Фредрик Кихльберг — гитара, вокал
- Магнус Линдберг — перкуссия, ударные

## Чарты
| Чарт (2016)                 | Высшая позиция |
| --------------------------- | -------------- |
| Бельгия/Фландрия (Ultratop) | 193            |
| Швеция (Sverigetopplistan)  | 28             |